# Gašper Katrašnik
Gašper Katrašnik (Kranj, 20 de juny de 1995) és un ciclista eslovè, professional des del 2016, actualment a l'equip Adria Mobil.

## Palmarès
- 2012
  -  Campió d'Eslovènia júnior en ruta
- 2015
  - 1r al Gran Premi de Sarajevo
- 2018
  - 1r a la Belgrad-Banja Luka
  - Vencedor d'una etapa a la Szlakiem Grodów Piastowskich